# Pulgarcito (Grimm)
Pulgarcito (Daumesdick) es un cuento de hadas alemán recogido por los hermanos Grimm (cuento número 37 de la colección; el número 45 se llama Los viajes de Pulgarcito, Las andanzas de Pulgarcito, Las correrías de Pulgarcito o Las aventuras de Pulgarcito (Daumerlings Wanderschaft o Des Schneiders Daumerling Wanderschaft), y es precursor de los cuentos de hadas ingleses llamados Tom Thumb (llamados también en español Pulgarcito).
El cuento Pulgarcito (Daumesdick) corresponde a los tipos 41 y 700 de la clasificación de Aarne-Thompson: Comer en exceso de la despensa y Tomás Pulgar.

## El pulgarcito de los Hermanos Grimm

### Pulgarcito
En la primera historia, de nombre Pulgarcito, una pareja de campesinos  piden en voz alta que quieren tener un hijo «sin importar cómo sea de pequeño». Siete meses más tarde, la mujer da a luz un bebé que «no es más grande que un pulgar», y por ello deciden llamarle Pulgarcito. Era una «criatura ágil y sabia». Pulgarcito intenta ayudar a los hijos en todas las tareas, así que un día pregunta a su padre si puede conducir su caballo hasta donde trabaja este, sentándose en su oído y dirigiéndolo así, dándole indicaciones. Pulgarcito lleva a cabo dicha tarea. Dos hombres, extrañados, ven pasar al caballo mientras es conducido por voces escandalosas y, cuando descubren que la voz pertenece a una persona que se sienta en el oído del caballo, preguntan al campesino si pueden comprarle a Pulgarcito para hacer una fortuna con las exhibiciones del pequeño ser. Pulgarcito convence al campesino de que tome el dinero que los hombres le ofrecen y se va con ellos, sentándose en el borde del sombrero de uno de los hombres. Poco después, Pulgarcito consigue engañar a los hombres para que lo bajen y se oculta en un agujero de ratón.
Más adelante se cuentan diferentes escenas, como la noche en la que intenta dormir en una caseta de caracol, pero es despertado por el ruido de unos ladrones que planean robar la casa de un pastor. Pulgarcito grita y se ofrece para ayudarles a robar la casa, entrando él mientras los ladrones esperan afuera a que Pulgarcito saque los objetos de la casa. Los ladrones acceden a la propuesta y lo llevan a la casa del pastor. Pulgarcito arma un gran jaleo dentro de la casa, fingiendo que está ayudando a los ladrones una vez dentro. Pulgarcito despierta a los que dormían en el piso superior con preguntas dirigidas a los ladrones tales como ¿Qué queréis?, ¿Lo queréis todo?, haciendo muy obvio el hecho de que allí se estaba cometiendo un robo. Una criada se despierta asustada por los ladrones, pero no ve a Pulgarcito. Pulgarcito consigue al fin dormir bien sobre el heno. Pero la criada, ya de mañana, da de comer el heno a la vaca, sin saber que allí estaba Pulgarcito. Pulgarcito grita dentro del estómago de la vaca, pero el pastor piensa que un «espíritu malvado» se había apoderado de la vaca, y la sacrifica. El estómago de la vaca es depositado en un montón de despojos y un lobo se lo come. Ahora, Pulgarcito está dentro del lobo y, así, persuade al lobo para que lo lleve hasta la casa de sus padres pretendiendo hacerle creer que podrá comerse todo lo que encuentre allí. Sus padres matan al lobo para sacar a Pulgarcito y prometen no volver a venderlo nunca más, ni «por todas las riquezas del mundo», y le dan de comer y beber.

### Los viajes de Pulgarcito
Los viajes de Pulgarcito, Las andanzas de Pulgarcito, Las correrías de Pulgarcito o Las aventuras de Pulgarcito (Däumerlings Wanderschaft) son los diversos títulos de la segunda historia. En ella, Pulgarcito es el único hijo (del tamaño de un pulgar) de un sastre. Pulgarcito se hizo al mundo para buscar fortuna. Antes de salir, toma una última comida que le prepara su madre y una aguja como espada de su padre. El vapor de la olla de la comida arrastra a Pulgarcito por la chimenea lejos de su hogar. El pequeño va a parar a la casa de un artesano, que pretende que Pulgarcito sea su aprendiz, pero la comida que le dan en la casa no es de su agrado. En busca de un alimento mejor,  la sirvienta de la casa lo persigue en la cocina sobre una mesa con un paño de cocina para atraparlo como a un insecto, y lo echa de la casa.
En el bosque, Pulgarcito se encuentra con una banda de ladrones que lo reclutan para que les ayude a robar el tesoro del rey. Pasando desapercibido de los centinelas, Pulgarcito comienza a tirar monedas por la ventana de la sala del tesoro a los ladrones, lo cual pone en alerta al rey y a sus guardias, quienes, al no encontrar al ladrón que les está robando, no están seguros de si realmente les están robando. Pulgarcito se mofa de ellos mientras le persiguen, como a un intruso invisible, por la sala del tesoro. Se monta sobre la última moneda y se escapa. Los ladrones quieren hacerle el jefe de la banda, pero él lo rechaza.
Pulgarcito acepta un empleo como criado en un mesón, pero molesta a las criadas porque las vigila en secreto y cuenta al mesonero cuando le roban comida en el sótano. Para vengarse, una criada lo echa en un remiendo y se lo lleva para alimentar a las vacas con él entre la hierba. Pulgarcito es devorado por una vaca (de nuevo) e intenta captar la atención del mesonero gritando desde dentro del animal. Matan a la vaca y, aunque Pulgarcito intenta escaparse de las entrañas, termina dentro de una morcilla. La criada corta la morcilla en rebanadas y Pulgarcito huye y vuelve a salvar la vida.
Por último, Pulgarcito queda atrapado, encajado en un madero, pero se escapa enganchándose en el buche de un zorro. Pulgarcito convence al zorro de que lo saque, monta al animal y, de nuevo, va así a casa de su padre, explorando el mundo. Su padre se alegra mucho de verle y le da de comer, le deja cazar al zorro unos pollos de corral porque «querría seguramente a su hijo más que a las aves del corral».

## Tom Thumb
Los dos cuentos de los Grimm se combinan en inglés con el nombre de Tom Thumb. La historia se amplía bastante, y se basa en leyendas artúricas.

## El Pulgarcito de Perrault
En la versión de Perrault, Pulgarcito es el menor de siete hermanos, hijos de unos pobres leñadores que no pueden alimentarlos, por lo que un buen día, el padre decide abandonar a sus hijos en el bosque. Pero Pulgarcito oye la conversación entre sus padres y llena sus bolsillos de piedrecitas blancas para poder encontrar el camino a casa. Como al volver a casa los padres están arrepentidos de su acto y lamentan lo que han hecho, les da gran alegría que sus hijos hayan regresado.
Algún tiempo después la situación se hace insostenible de nuevo y los vuelven a abandonar en el bosque, pero en esta ocasión Pulgarcito no ha tenido tiempo de preparar piedras y usa migas de la rebanada de pan que su madre les ha entregado. El padre repite la operación, y Pulgarcito deja caer las migas de pan, pero los pájaros se las comen, así que los niños quedan perdidos en el bosque. Desesperados, llegan a una casa que resulta ser la casa del ogro. Allí el ama del ogro se apiada de ellos y les permite pasar la noche, pero al llegar el ogro, los descubre y los captura para comérselos. Pulgarcito consigue escapar y liberar a sus hermanos, y se apodera de las botas de siete leguas para ir así al castillo del rey, donde se ofrece como mensajero. Pulgarcito acumula una buena fortuna por su trabajo, lo que le permite regresar a la casa de sus padres y hermanos, donde no volvieron a pasar penurias.

## Historieta gráfica
El relato daría nombre a una popular revista de historietas de 1921: Pulgarcito, de la editorial El Gato Negro, que después sería la Editorial Bruguera. 
El cuento inspiraría también historietas como Pulgarcito (1981) del autor español Jan.